# Alan Ritchson
Alan Ritchson, född 28 november 1982 i Grand Forks, North Dakota, är en amerikansk skådespelare.
Ritchson har bland annat medverkat i TV-serien Titans (2018-2021) och Reacher från 2022. Han har även medverkat i filmerna Teenage Mutant Ninja Turtles från 2014 och Teenage Mutant Ninja Turtles: Out of the Shadows från 2016.

## Filmografi (i urval)
- 2014: Teenage Mutant Ninja Turtles
- 2016: Teenage Mutant Ninja Turtles: Out of the Shadows
- 2019-2021: Titans
- 2022: Reacher
- 2024 – The Ministry of Ungentlemanly Warfare
- 2025 – Motor City